# Geaya areolata
Geaya areolata is een hooiwagen uit de familie Sclerosomatidae.